# Neacomys pictus
Neacomys pictus är en däggdjursart som beskrevs av Edward Alphonso Goldman 1912. Neacomys pictus ingår i släktet borstrisråttor, och familjen hamsterartade gnagare. IUCN kategoriserar arten globalt som otillräckligt studerad. Inga underarter finns listade i Catalogue of Life.
Arten är bara känd från en mindre region i södra Panama. Området ligger 550 till 800 meter över havet och är täckt av gräsmarker med några buskar samt av städsegrön skog. Antagligen lever individerna främst ensamma och de är troligen nattaktiv.
Denna gnagare når en kroppslängd (huvud och bål) av 60 till 88 mm, en svanslängd av 74 till 88 mm och en vikt av 13 till 22 g. Bakfötterna är 20 till 23 mm långa och öronen är 12 till 15 mm stora. På ryggen förekommer orangebrun päls med flera inblandade svarta taggar vad som ger ett prickigt utseende. Taggarna saknas på kroppens sidor och där är pälsen orange. Det finns en tydlig gräns mot den vita undersidan. Taggarna finns bara hos vuxna exemplar. Djurets svans har en brun färg. Det finns vita hår på fötternas ovansida.
Troligtvis har Neacomys pictus liksom andra släktmedlemmar insekter, frukter, frön och gröna växtdelar som föda.